# Сущинські джерела
Сущи́нські джере́ла — гідрологічна пам'ятка природи місцевого значення в Україні. Розташована біля північно-східної околиці села Сущин Тернопільського району Тернопільської області, в межах кам'янистого схилу південної експозиції.
Площа — 1 га. Оголошені об'єктом природно-заповідного фонду рішенням Тернопільської обласної ради від 18 березня 1994 року. Перебуває у віданні Сущинецької сільради.
Під охороною — три джерела, що живлять потічок Ремезівський, ліву притоку річки Гнізна. Мають важливе водорегулювальне значення.